# Hypagyrtis mamurraria
Hypagyrtis mamurraria là một loài bướm đêm trong họ Geometridae.